# Lime Village (Alaska)
Lime Village es un lugar designado por el censo ubicado en el Área censal de Bethel en el estado estadounidense de Alaska. En el Censo de 2010 tenía una población de 29 habitantes y una densidad poblacional de 0,14 personas por km².

## Geografía
Lime Village se encuentra en las coordenadas 61°19′42″N 155°19′16″O / 61.32833, -155.32111. Según la Oficina del Censo de los Estados Unidos, Lime Village tiene una superficie total de 203.78 km², de la cual 198.11 km² corresponden a tierra firme y (2.78%) 5.67 km² es agua.

## Demografía
Según el censo de 2010, había 29 personas residiendo en Lime Village. La densidad de población era de 0,14 hab./km². De los 29 habitantes, Lime Village estaba compuesto por el 3.45% blancos, el 0% eran afroamericanos, el 93.1% eran amerindios, el 0% eran asiáticos, el 0% eran isleños del Pacífico, el 0% eran de otras razas y el 3.45% pertenecían a dos o más razas. Del total de la población el 0% eran hispanos o latinos de cualquier raza.

## Localidades adyacentes
El siguiente diagrama muestra a las localidades más próximas a Lime Village.